# Far de Cotlliure

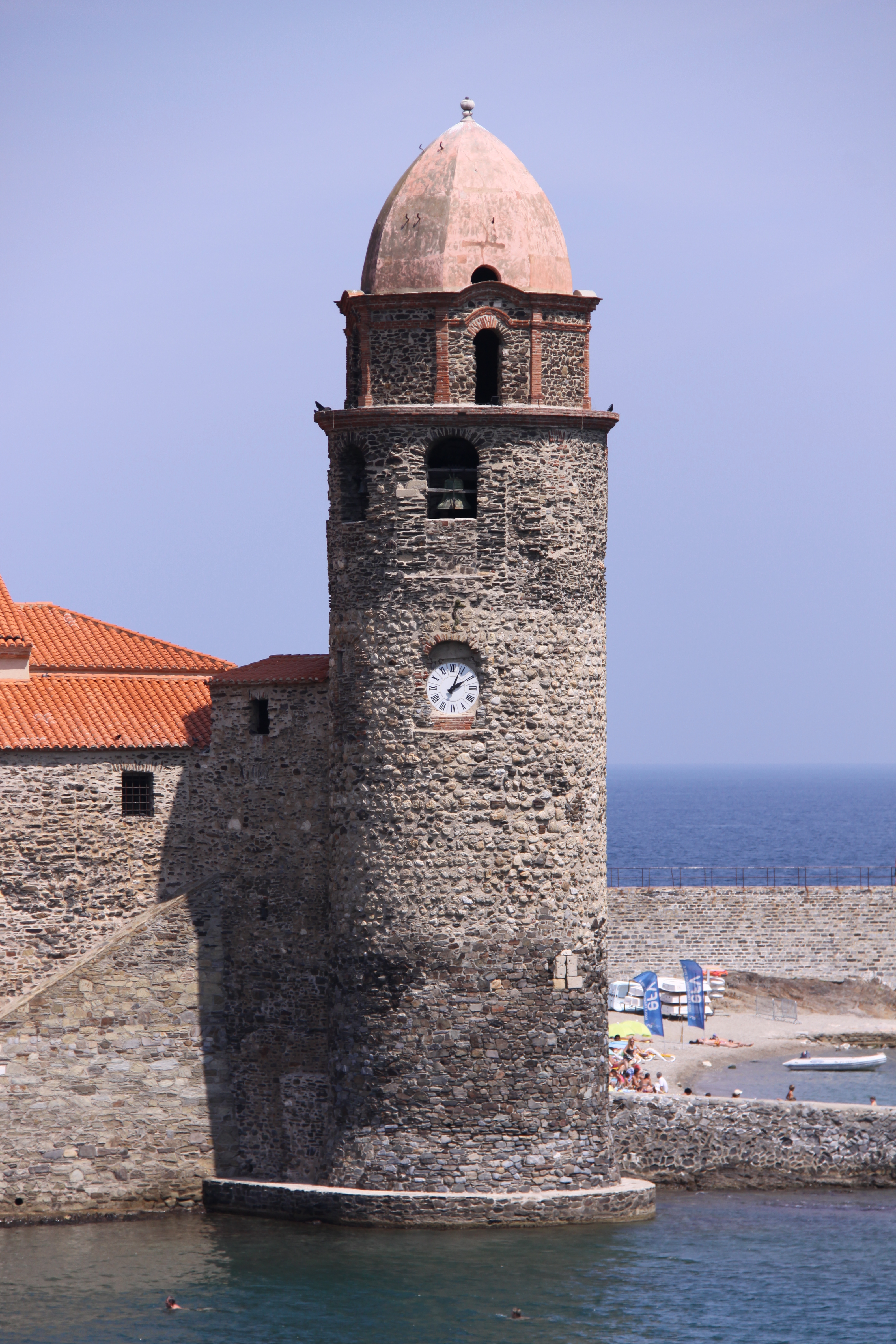
El Far de Cotlliure, ara campanar

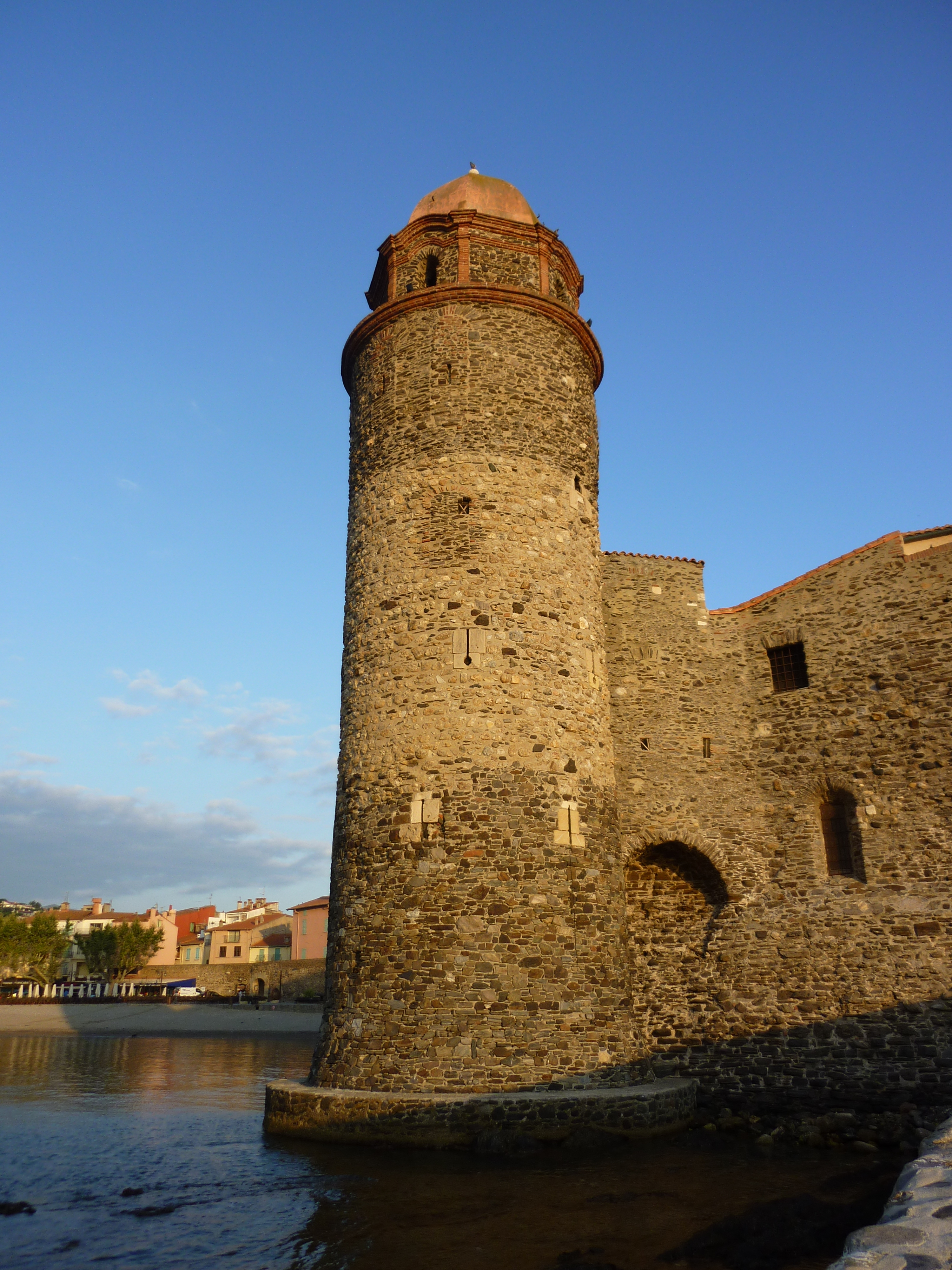
Vista des del mar

El Far de Cotlliure, també anomenat Torre de Cotlliure, és una antiga torre de defensa convertida de primer en far i més tard en campanar de l'església de Santa Maria dels Àngels de Cotlliure, de la vila de Cotlliure, a la comarca del Rosselló (Catalunya del Nord).
Està situada al nord-est del nucli urbà, al capdavall del Port d'Amunt, a l'angle sud-est de l'església parroquial.
Formava part de les muralles de la vila de Cotlliure i, per la seva situació ran de mar a l'extrem del port, exercia de far. A partir del darrer quart del segle xvii fou reutilitzat com a campanar de l'església parroquial de Santa Maria dels Àngels, a ran de la destrucció de l'antiga església de Santa Maria, l'antiga parroquial situada a la Vila vella, per ordres de Vauban.
És una torre cilíndrica que presenta una primera part de la construcció, fins a uns 7 metres d'alçada, feta per un aparell datat al segle xiii. És feta amb pedres d'esquist i té unes espitlleres simples, fetes amb pedres de marbre blanc.
La part mitjana de la torre correspon a una construcció del segle xiv, feta de còdols de ribera grisos i blancs, mentre que la part superior data del 1693. La cúpula actualment existent és del 1810.